# Dicearco

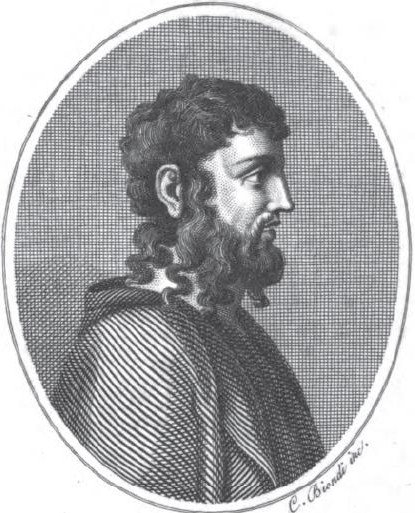
Dicearco de Messana

Dicearco de Messana (/ˌdɪkeɪˈɑːrkəs...məˈsɑːnə/; em grego:  Δικαίαρχος Dikaiarkhos; c. 370/350), também escrito Dikaiarchos (/ˈdɪkaɪɑːrk/), foi um filósofo grego, geógrafo e autor. Dicearco foi aluno de Aristóteles no Liceu. Muito pouco de seu trabalho permanece existente. Ele escreveu sobre geografia e história da Grécia, da qual seu trabalho mais importante foi sua Vida da Grécia. Embora os estudiosos modernos muitas vezes o considerem um pioneiro no campo da cartografia, isso se baseia em uma interpretação errônea de uma referência em Cícero às tabulae de Dicearco, que não se refere a nenhum mapa feito por Dicearco, mas é um trocadilho com os livros de contabilidade. e refere-se à descida de Dicearco ao Santuário de Trofônio. Ele também escreveu livros sobre antigos poetas gregos, filosofia e política.

## Vida
Ele era filho de Fídias e nasceu em Messana, na Sicília, embora tenha passado parte de sua vida na Grécia, especialmente em Atenas e no Peloponeso. Ele também viajou para fazer suas medições de montanhas. Ele era um discípulo de Aristóteles e um amigo de Aristóxenes (uma carta escrita para ele é atestada em Cícero). Os estudiosos do século XVIII e início do século XIX também o consideravam amigo de Teofrasto, mas isso se baseia na referência a um homem chamado Teofrasto na espúria Descrição da Grécia, que é transmitido sob o nome de Dicearco, mas na verdade consiste em trechos de um poema geográfico escrito por Dionísio, filho de Califão, e de uma periegese em prosa da Grécia, escrita por Heráclides Crítico. É incerto quando Dicearco morreu. O único certo terminus post quem é a morte de Alexandre, o Grande (323 a.C.). De acordo com Plínio, Dicearco mediu montanhas "com o apoio dos reis" (cura regum). A maioria dos estudiosos identifica esses reis como Cassander e Ptolomeu I Soter. Se esta identificação estiver correta, isso colocaria a atividade de Dicearco entre 306 e 287 a.C. No entanto, os reis também podem se referir a Filipe III Arrideu e Alexandre IV, que foram os reis nomeados após a morte de Alexandre, o Grande. Se essa identificação estiver correta, isso move sua atividade para 323–317 a.C.

## Escritos
Dicearco era altamente estimado pelos antigos como um filósofo e como um homem de informações extensas e eruditas sobre uma grande variedade de coisas. Seu trabalho é conhecido apenas pelas muitas citações fragmentárias de escritores posteriores. Suas obras foram geográficas, políticas, históricas e filosóficas; mas é difícil elaborar uma lista precisa deles, já que alguns que são citados como obras distintas podem ter sido apenas seções de outros maiores, e muitos títulos são atestados apenas uma vez. Os fragmentos existentes, aliás, nem sempre nos permitem formar uma noção clara das obras a que outrora pertenceram. Os trabalhos geográficos de Dicearco foram, de acordo com Estrabão, criticados em muitos aspectos por Políbio, embora o próprio Estrabão foi mais indulgente com a ignorância de Dicearco sobre o oeste e o norte da Europa, já que - ao contrário de Políbio - Dicearco nunca havia visitado esses lugares.
Dicearco escreveu sobre história cultural, música e literatura:
- Vida da Grécia (Βίος Ἑλλάδος) – O Bios Hellados, em três livros é a obra mais famosa de Dicearco. Inspirou o Bios Hellados de Jasão (identificado como Jasão de Nisa pelo Suda mas talvez um historiador diferente com o mesmo nome ) e De vita populi Romani e De gente populi Romani de Varro. Apenas alguns fragmentos realmente citam o título, mas há muitos fragmentos na história cultural que não citam nenhum título e podem pertencer a esta obra.[11][12][13][14][15] Dicearco aparentemente tentou escrever uma biografia da nação grega desde os primeiros tempos até o reinado de Filipe II. As passagens mais famosas são as citadas por Varro e Porphyry sobre a história primitiva, que sugerem uma visão dualista do progresso. Sua teoria antropológica combinou elementos da tradição hesiódica de decadência com teorias progressistas. De Hesíodo, ele adotou o conceito de uma "raça de ouro", que levava uma vida de felicidade, mas acabou degenerando porque os humanos se tornaram gananciosos, o que levou à guerra. Isso se combina com ideias progressistas, como a dura vida do homem primitivo e a gradual invenção das artes. Em sua reconstrução, Dicearco distinguiu três fases: a raça de ouro, na qual o homem vivia dos frutos da terra que cresciam espontaneamente, a vida pastoril, na qual o homem começou a domesticar e caçar animais, e a vida agrícola, na qual a agricultura foi introduzida. Dicearco aparentemente também explicou o ditado, "compartilhar pára de sufocar", como uma referência a como os humanos aprenderam a distribuir o excedente de forma justa.[16][17][18][19] Dicearco também discutiu a origem da polis, que ele derivou da expansão das famílias por meio do casamento e do parentesco de irmãos e irmãs. De acordo com Dicearco, vários estágios dessa evolução foram refletidos em patrae, fratrias e phylae, que eram organizações sociais nas quais os cidadãos eram agrupados em muitas pólis. Outra característica notável da Vida da Grécia é que o primeiro livro discutiu o Egito e a Babilônia, provavelmente como predecessores culturais dos gregos. Na Vida da Grécia, Dicearco também afirmou que a Medea de Eurípides plagiou o Medea peça do obscuro trágico Neophron.[20][21]
- Sobre concursos musicais (Περὶ μουσικῶν ἀγώνων) e sobre concursos dionisíacos (Περὶ Διονυσιακῶν ἀγώνων) - Essas obras discutiam inovações na música e no drama gregos. Em On Dionysiac Contests, Dicearco provavelmente também tratou da história de que, ao competir na Dionísia com o Édipo Tirano, Sófocles foi derrotado pelo trágico Fílocles, e que os Sapos de Aristófanes foram encenados duas vezes. Neste trabalho, Dicearco provavelmente também afirmou que o terceiro ator foi apresentado à tragédia ateniense por Sófocles.[22][23][24]
- Sobre Alceu (Περὶ Ἀλκαίου) - Esta foi uma monografia sobre o poeta Alceu de Mitilene.
- Obras sobre Homero e Eurípides – Plutarco cita Dicearco ao lado de Aristóteles e Heráclides do Ponto como homens que escreveram sobre Homero e Eurípides. As obras de Dicearco provavelmente eram monografias sobre esses poetas (como sua obra Sobre Alceu) ou pertenciam à literatura problemata (Aristóteles e Heráclides do Ponto escreveram obras sobre problemas homéricos).[25]

Entre seus trabalhos geográficos podem ser mencionados:
- Circuito da Terra (Γῆς περίοδος) – Este trabalho foi uma descrição geográfica do mundo como era então conhecido. Dicearco dividiu o mundo habitado em uma parte norte e sul, separados por uma linha que vai do Estreito de Gibraltar através da Sicília até o Himalaia. Ele tentou calcular as distâncias entre vários pontos nesta linha. No Circuito da Terra, Dicearco também tratou do famoso problema da enchente do Nilo.[26][27]
- Medições de montanhas - O Suda cita o trabalho como Medições de montanhas no Peloponeso (Καταμετρήσεις τῶν ἐν Πελοποννήσῳ ὀρῶν), mas outros fragmentos mostram que Dicearco também mediu montanhas na Tessália e em Rodes. A obra pode ter feito parte de seu Circuito da Terra. Foi a primeira tentativa conhecida de medir as alturas de várias montanhas por triangulação, para a qual ele usou uma dioptra. instrumento. O objetivo de Dicearco era mostrar que as montanhas não eram tão altas quanto as pessoas acreditavam e, portanto, não impactavam a esfericidade da Terra. Muitos de seus resultados foram posteriormente adotados por Eratóstenes.[3][7][28][29]

De natureza política foi:
- Tripolitikos (Τριπολιτικός) – Uma obra que tem sido objeto de muita disputa. Provavelmente foi um diálogo político (talvez para ser identificado com o "encontro político" mencionado por Cícero ) ou um discurso. Uma vez que o único fragmento existente discute as refeições públicas espartanas, alguns estudiosos o identificam com a Constituição espartana. Muitos estudiosos o consideram um trabalho sobre a constituição mista, mas isso se baseia em uma interpretação errônea do εἶδος δικαιαρχικόν, mencionado em Photius; a palavra δικαιαρχικός não se refere a Dicearco, mas simplesmente significa "relativo a um governo justo".[30][31][32][33]
- Diz -se que Dicearco escreveu a constituição espartana (πολιτεία σπαρτιατῶν), Constituição Pelleniana (πελληναίων πολιτεία), a constituição corintiana (Κορινθίων πολιτεία) e a Constituição Atheniana (Ἀθηναίων πολιτεία). Nenhum fragmento sobreviveu dessas obras. A Constituição espartana aparentemente era lida anualmente no conselho dos éforos em Esparta, na presença da juventude espartana.[3][34]

Entre seus outros trabalhos filosóficos podem ser mencionados:
- Sobre a Alma (Περὶ ψυχῆς) - Dicearco escreveu duas obras sobre a alma: o Diálogo Lésbico (Λεσβιακός) e o Diálogo Coríntio (Κορινθιακός), ambos em três livros. Os títulos referem-se à cena em que o diálogo filosófico foi definido, viz. em Mitilene em Lesbos e em Corinto, respectivamente. O título geral para essas duas obras era Sobre a Alma (Περὶ ψυχῆς). No Diálogo Lésbico, Dicearco se esforçou para provar que a alma era mortal. No Diálogo de Corinto, Dicearco argumentou que a alma não existe fora do corpo. O primeiro livro apresentou uma discussão de homens eruditos sobre a alma. Nos dois livros subsequentes, um homem chamado Pherecrates defendeu a inexistência da alma.[35][36]
- Sobre a destruição dos homens (latim: de interitu hominum) – Este trabalho reuniu as causas da destruição humana e concluiu que o próprio homem era a maior ameaça. É incerto se "de interitu hominum" é um título de livro ou apenas descreve o conteúdo da obra.[37][38]
- Descida ao Santuário de Trofônio (Εἰς Τροφωνίου κατάβασις) – Uma obra que consistia em vários livros. Parece ter sido um trabalho sobre luxo. O título refere-se ao oráculo de Trofônio em Lebadea, onde as pessoas que desejavam consultar o oráculo tinham que descer a uma caverna. Cícero nos informa que traduziu um trecho dessa obra em seu De re publica. A obra também pode ter contido um relato dos procedimentos degenerados e licenciosos dos sacerdotes na caverna de Trofônio.[39][40][41]
- Em Vidas (Περὶ βίων) – Este foi provavelmente um trabalho filosófico sobre o modo de vida correto. O título é atestado apenas uma vez. Os fragmentos sobre filósofos (os Sete Sábios, Pitágoras e Platão) são geralmente atribuídos a esta obra, embora também possam pertencer a outras obras, como a Vida da Grécia ou o Circuito da Terra. De particular interesse é o fragmento sobre a morte de Pitágoras, para o qual Dicearco afirma confiar em fontes orais locais do sul da Itália.[42][43][44]
- Sobre o Sacrifício em Ilium (Περὶ τῆς ἐν Ἰλίῳ ϑυσίας) - O título refere-se ao sacrifício que Alexandre, o Grande, realizou em Ilium no início de sua expedição contra Dario III. Junto com seu amado Heféstion, ele prestou honras nos túmulos de Aquiles e Pátroclo em Tróia, provavelmente como uma proclamação de seu próprio relacionamento, que se refletiu nesses dois heróis míticos. O único fragmento que resta desta obra discute a história de que, após a marcha pelo Deserto Gedrosiano, Alexandre beijou apaixonadamente o eunuco Bagoas em um teatro cheio, sob muitos aplausos. Isso sugere que a obra pode ter tratado dos relacionamentos de Alexandre, talvez como parte de uma discussão mais geral sobre o amor.[45][46]

Dicearco também escreveu discursos:
- Olympikos (Ὀλυμπικός), Panathenaikos (Παναθηναϊκός) – Estes são geralmente considerados trabalhos sobre competições realizadas nos Jogos Olímpicos e nos Jogos Panatenaicos ou diálogos filosóficos. No entanto, a interpretação mais plausível é que eram discursos. De fato, o Suda explicitamente chama Dicearco de orador (ῥήτωρ).[3][47][48]

Há, por último, uma obra espúria e uma obra duvidosa:
- Descrição da Grécia (Ἀναγραφὴ τῆς Ἑλλάδος) – Este trabalho é espúrio. Embora seja transmitido sob o nome de Dicearco, na verdade consiste em trechos de duas obras separadas. Uma é uma obra geográfica dedicada a "Teofrasto", composta por 150 linhas iâmbicas; o acróstico das primeiras vinte e três linhas mostra que foi realmente obra de um tal "Dionísio, filho de Califão". A outra obra é uma periegese em prosa intitulada Das cidades na Grécia e foi escrita por Heraclides Criticus.[49]
- Resumos dos contos de Eurípides e Sófocles (ὑποθέσεις τῶν Εὐριπίδου καὶ Σοφοκλέους μύθων) - Esta foi uma coleção de resumos de tramas das peças de Eurípides e Sófocles. Muitos desses resumos sobrevivem em papiros ou foram prefaciados às peças de Eurípides em manuscritos medievais. É improvável que esta obra tenha sido escrita pelo Peripatético Dicearco. Provavelmente foi atribuído erroneamente a ele ou foi obra de outro homem chamado Dicearco, um gramático da Lacedemônia, que, de acordo com a Suda, foi um discípulo de Aristarco.[50][51][52]